# Nøddedalen
Nøddedalen ved Jammerbugten er en af kløfterne i Lien. Kløftens sider er domineret af gammel, naturlig hasselskov med spredte overstandere af bævreasp og med hyld og pil i de fugtige dele. Nøddedalen blev fredet i 1956.. 
I april og maj måned er Nøddedalen fyldt med blomstrende primula og anemoner.[kilde mangler]